# دويدية جريبية
دويدية جريبية (الاسم العلمي:Demodex folliculorum) هي نوع من الحيوانات تتبع جنس الدويدية من فصيلة الدويديات.